# Браун, Грэм
Грэм Аллен Браун (англ. Graeme Allen Brown, 9 апреля 1979 года, Дарвин, Австралия) — австралийский профессиональный трековый и шоссейный велогонщик. Двукратный олимпийский чемпион 2004 года в командной гонке преследования и мэдисоне.

## Достижения

### Трек
| 1996 - Чемпионат Австралии до 19 лет, Олимпийский спринт 1997 - Чемпионат Мира до 19 лет, Командная гонка преследования - Чемпионат Австралии до 19 лет, Командная гонка преследования 1999 - Чемпионат Австралии, Гонка по очкам - Трековый кубок мира, Командная гонка преследования - Международное гран-при Океании, Командная гонка преследования 2000 - Чемпионат Австралии, Командная гонка преследования - Трековый кубок мира, Мэдисон | 2002 - Игры Содружества - Командная гонка преследования — 1ое место - Скрэтч, 10 миль — 1ое место - Трековый кубок мира, Гонка по очкам 2003 - Чемпионат Мира, Командная гонка преследования - Чемпионат Австралии, Мэдисон (с Марком Реншоу) 2004 - Олимпийские игры - Командная гонка преследования, 4000 м - Мэдисон (с Стюартом О'Грэйди) |

### Шоссе
| 2001 - Тур Даун Андер — этап 1 - Тур Японии — этап 6 2002 - Тур Лангкави — этапы 6 и 10 2002 - Тур Даун Андер — этап 6 - Тур Лангкави — этапы 5, 7 и очковая классификация 2005 - Тур Лангкави — этапы 1, 5, 7, 9, 10 и очковая классификация 2006 - Тур Германии — этапы 4 и 8 | 2008 - Тур Даун Андер — этап 3 - Вуэльта Мальорки — этап Трофей Кала Мильор-Кала Бона - Вуэльта Мурсии — этап 1 2009 - Тур Даун Андер — этап 3 - Вуэльта Мурсии — этапы 1 и 5 - Нокере Курсе 2010 - Классическая серия Залива — этап 1 - Тур Австрии — этапы 8 |